# Kingsland (Texas)
Kingsland è un census-designated place degli Stati Uniti d'America situato nella contea di Llano dello Stato del Texas.
La popolazione era di 6.030 persone al censimento del 2010.

## Geografia fisica
Kingsland è situata a 30°40′02″N 98°26′41″W (30.667102, -98.444627). La città è alla confluenza dei fiumi Colorado e Llano, che si combinano per formare il lago di Lyndon B. Johnson.
Secondo lo United States Census Bureau, ha un'area totale di 9,8 miglia quadrate (25 km²), di cui 9,0 miglia quadrate (23 km²) di terreno e 0,8 miglia quadrate (2,1 km², 7.88%) is covered by water.

## Società

### Evoluzione demografica
Secondo il censimento del 2000, 4.584 persone, 2.103 nuclei familiari e 1.343 famiglie risiedevano nella città. La densità di popolazione era di 509,4 persone per miglio quadrato (196,7/km²). C'erano 2.803 unità abitative a una densità media di 311,5 per miglio quadrato (120,2/km²). La composizione etnica della città era formata dal 95,66% di bianchi, lo 0,13% di afroamericani, lo 0,31% di nativi americani, lo 0,52% di asiatici, lo 0,02% di isolani del Pacifico, il 2,31% di altre razze, e l'1,05% di due o più etnie. Ispanici o latinos di qualunque razza erano il 5,89% della popolazione.
Dei 2.103 nuclei familiari, il 18,2% aveva figli di età inferiore ai 18 anni, il 55,3% aveva coppie sposate conviventi, il 6,0% aveva un capofamiglia femmina senza marito, e il 36,1% non erano famiglie. Circa il 32,4% di tutti i nuclei familiari erano individuali, e il 20,8% aveva componenti con un'età di 65 anni o più che vivevano da soli. Il numero di componenti medio di un nucleo familiare era di 2,13 e quello di una famiglia era di 2,64.
Vi erano il 17,4% di persone sotto i 18 anni, il 5,3% di persone dai 18 ai 24 anni, il 19,6% di persone dai 25 ai 44 anni, il 24,9% di persone dai 45 ai 64 anni, e il 32,9% di persone di 65 anni o più. L'età media era di 51 anni. Per ogni 100 femmine, c'erano 91,0 maschi. Per ogni 100 femmine dai 18 anni in giù, c'erano 87,4 maschi.
Il reddito medio di un nucleo familiare era di 29.615 dollari, e per una famiglia era di 33.679 dollari. I maschi avevano un reddito medio di 27.264 dollari contro i 19.255 dollari delle femmine. Il reddito pro capite era di 18.220 dollari. Circa il 6,8% delle famiglie e il 12,2% della popolazione erano sotto la soglia di povertà, incluso il 21,5% di persone sotto i 18 anni e il 9,6% di persone di 65 anni o più.

## Arte e cultura
Tra i luoghi più rilevanti di Kingsland vi è l'Antlers Hotel, una struttura del 1901 in stile vittoriano, una ex stazione di sosta ferroviaria caduta in rovina all'inizio del 1900, ma acquistata e restaurata negli anni '90 e riaperta come hotel. La casa della famiglia cannibale utilizzata nel film Non aprite quella porta del 1974 è situata qui, restaurata e adibita a ristorante. In stato di forte degrado, fu trasportata a Kingsland nel 1998 da Round Rock, Texas, dal sito attualmente occupato dall'area polifunzionale La Frontera nella Contea di Williamson, dai proprietari dell'hotel.
Un altro luogo notevole è "The Slab", dove la strada attraversa il limpido fiume Llano tra lastre di granito e massi. Sia i residenti che i turisti vengono sulle lastre per crogiolarsi al caldo sole e nuotare o guadare l'acqua limpida che scorre sul granito.
Nel 2021 la bibliotecaria Suzette Baker fu licenziata per essersi rifiutata di rimuovere dagli scaffali della biblioteca di Kingsland libri relativi ad adolescenti transgender, educazione sessuale, e questioni razziali.